# 張凱貞
張凱貞（1991年1月13日—）是臺灣職業網球選手，出生於台北市。

## 生平
張凱貞在6歲時接觸網球，11歲時就被父親送到美國佛州參加網球訓練營，15歲參加16歲級歐洲青少年巡迴賽，共奪得1站單打冠軍與4站雙打冠軍。2006年轉入職業，在2008年日本久留米女網賽奪得生涯首座ITF女子巡迴賽事單打及雙打冠軍（與黃懷萱搭檔）。

### 2009
9月參加美國網球公開賽，首度參賽大滿貫就從會外賽連過三關闖進女單會內賽，並在會內賽首輪以6-0、2-6、6-2擊退大會第25種子卡娅·卡内皮晉級，取得生涯大滿貫賽單打會內首勝。
隨後參加總獎金200萬美元的WTA頂級賽事東京泛太平洋女網賽，從會外賽晉級會內，首輪再次遭遇卡內皮並以6-3、6-3勝出，第二輪更以7-65、4-6、7-5爆冷擊敗當時世界排名第一的迪娜拉·沙芬娜，寫下台灣選手首度在WTA巡迴賽擊敗女單世界第一的紀錄；雖然在第三輪張凱貞以2-6, 5-7不敵捷克好手伊韋塔·貝內索娃，但隔週排名張凱貞來到105位，首度成為台灣排名最高位的女子選手。
2009年12月張凱貞首度代表台灣參加香港東亞運，在網球女單決賽中以4-6、7-6(5)、6-2逆轉擊敗同年中國公開賽也戰勝薩芬娜的中國選手張帥，為台灣奪得網球女子單打金牌。

### 2010
1月參加澳洲網球公開賽，首度參賽並依排名直接進入女單會內賽，首輪以5-7, 2-6再次不敵貝內索娃止步。
2月參加WTA馬來西亞公開賽，首輪以7-6(4), 7-5直落二盤再次擊敗中國選手張帥，第二輪以6-2, 6-3直落二盤擊敗剛在澳洲網球公開賽闖入女單四強的中國選手鄭潔，首次在WTA巡迴賽晉級八強，以6-3, 3-6, 3-6繼前週泰國芭達雅公開賽再度不敵西比爾·巴默爾。
5月參加法國網球公開賽，首輪3-6, 3-6不敵塞爾維亞安娜·伊萬諾維奇。6月溫布頓錦標賽則在首輪以6-0, 2-6, 6-3擊敗荷蘭阿兰查·鲁斯取得溫網首勝，次輪4-6, 3-6不敵第三種子丹麥卡洛琳·瓦芝妮雅琪；同時與森田步美搭檔，從會外取得幸運輸球者身分，並在首輪擊敗日本伊達公子／泰國塔娜蘇甘奪得大滿貫雙打首勝。7月5日，排名來到生涯新高82位。
8月美國網球公開賽，張凱貞在首輪擊敗西班牙卡拉·蘇亞雷斯·納瓦羅再度晉級第二輪，但隨後再度不敵瓦芝妮雅琪。
10月參加日本大阪公開賽，單打首輪擊敗美國Lilia Osterloh，並在次輪第二盤接收俄羅斯瑪麗亞·基里連科退賽後再度晉級WTA巡迴賽八強，以敗給3-6, 6-2, 4-6最後冠軍塔娜蘇甘。不過雙打與Osterloh搭檔，在決賽以6-0, 6-3擊敗日本青山修子／藤原里華，奪得生涯首座WTA雙打賽事冠軍。隨後在台北海碩盃女網賽與莊佳容合力取得雙打冠軍。

### 2011
1月首站澳洲網球公開賽，張凱貞持外卡參賽，首輪不敵塞爾維亞Bojana Jovanovski。之後大滿貫賽事都得從會外出發，除了溫網打進會內，其餘皆止步會外。
10月日本甲府女網賽，張凱貞先後擊敗詹謹瑋及日本米村明子、波形純理、瀨間詠里花，並在決賽擊敗盧森堡曼迪·米內娜，奪得生涯第二座ITF單打冠軍。

### 2012
1月澳洲網球公開賽，張凱貞從會外連勝三場晉級，並在首輪擊敗克羅埃西亞Petra Martic取得睽違一年的大滿貫會內勝利。次輪則不敵塞爾維亞耶萊娜·揚科維奇。
3月馬來西亞公開賽，張凱貞與莊佳容在決賽擊敗詹皓晴／日本藤原里華，奪得第二座WTA雙打冠軍。
5月法國網球公開賽首輪不敵法國Irina Pavlovic，6月溫布頓錦標賽首輪則輸給捷克安卓莉雅·哈拉瓦科娃。
8月在美國華盛頓參加花旗盃網球公開賽，單打第三度進入八強不敵帕夫柳琴科娃，雙打則與日本搭檔青山修子攜手獲得第三座WTA雙打冠軍。
10月在日本大阪公開賽，張凱貞一路擊敗姬絲汀娜·麥海爾、凱西·德拉夸、勞拉·羅布森，並在準決賽以6-4,4-6,7-63爆冷擊敗世界第9和2011年美網冠軍萨曼莎·斯托瑟，生涯首度挺進WTA等級女單決賽，但在決賽錯過賽點，以5-7,7-5,64-7輸給Heather Watson。隨後在WTA海碩盃女子挑戰賽單雙打皆挺進決賽，可惜都不敵克里斯蒂娜·美拉德諾維奇。

### 2013
1月澳洲網球公開賽，張凱貞首輪再度與斯托瑟交手，可惜以63-7, 3-6落敗。
3月馬來西亞公開賽，張凱貞與日本青山修子再度攜手，決賽以64-7、7-64、[14-12]擊敗斯洛伐克雅內特·胡薩洛娃及中國張帥，獲得第四座WTA雙打冠軍。

## 生涯成績統計

### 單打(冠軍)
| No | 日期          | 比賽地點 | 場地       | 對手              | 分數     | 賽事總獎金   |
| -- | ------------- | -------- | ---------- | ----------------- | -------- | ------------ |
| 1. | 2008年5月18日 | 久留米   | 地毯(室外) | 亚历山德拉·帕诺娃 | 7–5, 6–3 | $50,000 美金 |

### 單打(亞軍)
| No | 日期           | 比賽地點    | 場地       | 對手              | 分數     | 賽事總獎金   |
| -- | -------------- | ----------- | ---------- | ----------------- | -------- | ------------ |
| 1. | 2007年11月18日 | 馬尼拉 (F1) | 黏土(室外) | Nicole Riner      | 3–6, 2–6 | $10,000 美金 |
| 2. | 2008年2月10日  | 米爾杜拉    | 草地(室外) | 瑪莉娜·伊蘭科維奇 | 3–6, 1–6 | $25,000 美金 |
| 3. | 2009年5月10日  | 福岡        | 地毯(室外) | Nikola Hofmanova  | 3–6, 2–6 | $50,000 美金 |

### 雙打(冠軍)
| No | 日期           | 比賽地點 | 場地       | 搭檔              | 對手                                    | 分數             | 賽事總獎金   |
| -- | -------------- | -------- | ---------- | ----------------- | --------------------------------------- | ---------------- | ------------ |
| 1. | 2008年5月18日  | 久留米   | 地毯(室外) | 黃怡璇            | 瀨間詠里花 瀬間友里加                   | 6–3, 2–6, [10-6] | $50,000 美金 |
| 2. | 2008年11月16日 | 浦那     | 硬地(室外) | 黃怡璇            | Elora Dabija Bojana Jovanovski Petrovic | 5–7, 6–2, [10-7] | $25,000 美金 |
| 3. | 2009年4月26日  | 昌原     | 硬地(室外) | 陳宜              | Elena Baltacha Amanda Elliott           | 6–4, 6–1         | $25,000 美金 |
| 4. | 2009年5月3日   | 金泉     | 硬地(室外) | 陳宜              | Kyung-Mi Chang Jin-A Lee                | 6–1, 7–5         | $25,000 美金 |
| 5. | 2009年7月26日  | 列剋星敦 | 硬地(室外) | Tetiana Luzhanska | Jacqueline Cako 艾莉森·芮絲克           | 6–3, 6–2         | $50,000 美金 |
| 6. | 2010年8月8日   | 溫哥華   | 硬地(室外) | Heidi El Tabakh   | 伊琳娜·法爾科尼 Amanda Fink             | 3–6, 6–3, [10-4] | $75,000 美金 |

### 雙打(亞軍)
| No | 日期          | 比賽地點  | 場地       | 搭檔              | 對手                                       | 分數             | 賽事總獎金   |
| -- | ------------- | --------- | ---------- | ----------------- | ------------------------------------------ | ---------------- | ------------ |
| 1. | 2006年7月23日 | 曼谷 (F1) | 硬地(室外) | Nguyen, Thuy-Dung | Wannasuk Nungnadda Wongteanchai Varatchaya | 4–6, 4–6         | $10,000 美金 |
| 2. | 2008年3月23日 | 索倫托    | 硬地(室外) | 黃怡璇            | Monique Adamczak Melanie South             | 2–6, 4–6         | $25,000 美金 |
| 3. | 2008年6月1日  | 群馬      | 地毯(室外) | 黃怡璇            | 瀨間詠里花 瀬間友里加                      | 3–6, 6–2, [7-10] | $25,000 美金 |
| 4. | 2009年5月17日 | 久留米    | 地毯(室外) | Ayaka Maekawa     | 魯晶晶 孫胜男                              | 3–6, 2–6         | $50,000 美金 |

## 外部連結
- 張凱貞的国际女子网球协会官方資料（英文）
- 張凱貞的國際網球總會 職業／青少年 官方資料（英文）
- 張凱貞的Facebook專頁